# Pachypodium namaquanum
Pachypodium namaquanum ist eine Pflanzenart aus der Gattung Pachypodium in der Familie der Hundsgiftgewächse (Apocynaceae). In ihrer Heimat Namibia trägt sie den Namen Halbmensch (afrikaans halfmens), weil sie nach einer afrikanischen Legende halb Mensch und halb Pflanze sei.

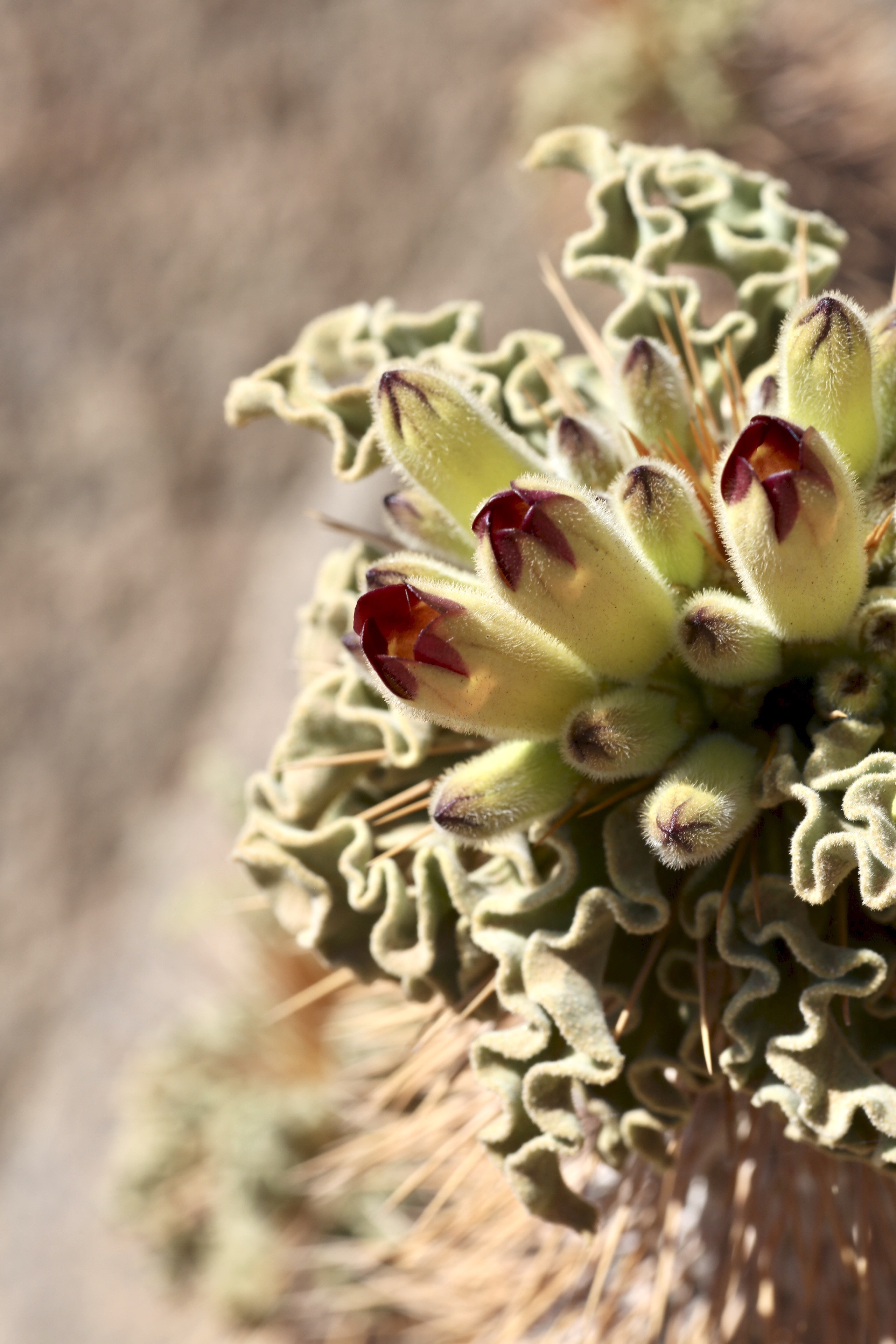
Blätter und Blüten

## Beschreibung
Pachypodium namaquanum ist eine ausdauernde Pflanze, die unverzweigt oder nur spärlich verzweigt mit einem deutlich verdickten Stamm wächst. Der Stamm erreicht Höhen von 1,5 bis 2 m, selten auch 4 oder 5 Meter und ist an der Basis bis zu 30 cm breit und verjüngt sich nach oben auf etwa 9 cm. Die Rinde ist silbrig-grau und spiralförmig mit Höckern versehen, aus denen je drei blass braune, spitze Dornen mit bis zu 7 cm Länge entspringen. Der Stamm ist daher besonders im oberen Teil stark dornig. Die Laubblätter stehen in einer Rosette an der Spitze des Stammes. Sie sind blass grün, weich, stark wellig und samtig, elliptisch bis verkehrt lanzettlich geformt und werden 8 bis 12 cm lang und 2 bis 4 cm breit.
Auffällig ist, dass sich die Spitze des Stamms nach Norden neigt mit einem Winkel von 20 bis 30 Grad.
Die Blüten stehen zwischen den Blättern an der Spitze der Pflanze, sie sind röhrenförmig, bis 5 Zentimeter lang und an der Spitze 1 Zentimeter breit. Ihre Innenseite ist matt purpurn, die Außenseite gelblich-grün.
Die Früchte werden 2,5 bis 4 cm lang und enthalten 4 mm große, eiförmige Samen.
Die Chromosomenzahl beträgt 2n = 18.

## Vorkommen und Gefährdung
Die Art ist im Süden Namibias, sowie in der Nordkap-Region Südafrikas (Namaqualand) verbreitet. Sie wächst dort an trockenen, felsigen Hängen in Höhen zwischen 300 und 900 m.
Die Art steht auf der Roten Liste der IUCN und gilt als potenziell gefährdet (Near Threatened).

## Systematik
Die Erstbeschreibung der Art als Adenium namaquanum erfolgte 1863 durch William Henry Harvey, der den Namen aber Andrew Wyley zuschrieb, von dem er die Pflanze erhalten hatte. Friedrich Welwitsch stellte die Art 1869 in die Gattung Pachypodium.
Eine kräftig wachsende Kulturhybride mit dem Namen 'Arid Lands' wurde mit Pachypodium succulentum gezüchtet.